# Bakanae
 (décembre 2017).
Si vous disposez d'ouvrages ou d'articles de référence ou si vous connaissez des sites web de qualité traitant du thème abordé ici, merci de compléter l'article en donnant les références utiles à sa vérifiabilité et en les liant à la section « Notes et références ».
Bakanae (バカナエ ; prononcer "ba-ka-na-hein") ou maladie du bakanae (chinois : 馬鹿苗病, japonais : バカナエビョウ (Bakanae-byou)), du japonais « folie des semis », est une maladie qui infecte le plant de riz.
La maladie est causée par le champignon Gibberella fujikuroi, dont le métabolisme produit un surplus d'acide gibbérellique. Dans la plante, cela agit comme une hormone de croissance, provoquant une hypertrophie. Les plantes touchées, qui sont visiblement étiolées et chlorotiques, sont, au mieux, des panicules vides et stériles, qui ne produisent pas de grains comestibles ; au pire, elles sont incapables de supporter leur propre poids, se renversent, et meurent (d'où l'expression « maladie des plantules folles », « foolish seedling disease » en anglais).
Le premier rapport de bakanae est daté de 1828. La maladie a été décrite scientifiquement pour la première fois en 1898 par le chercheur japonais Shotaro Hori, qui a montré que l'agent causal était fongique.
Le champignon affecte les cultures de riz en Asie, en Afrique et en Amérique du Nord. En cas d'épidémie, les pertes de rendement peuvent atteindre jusqu'à 20 % ou même plus. En 2003, une publication de l'Institut international de recherche sur le riz (IRRI) estime que la propagation du bakanae a causé des pertes de récoltes qui ont été de 20 % à 50 % au Japon, de 15 % en Thaïlande et de 3,7 % en Inde.